# Naumburgo (Saale)
Naumburgo (en alemán: Naumburg, pronunciación: /ˈnaʊ̯mˌbʊʁk/ⓘ) es una ciudad de Sajonia-Anhalt, en Alemania. Es la sede del distrito de Burgenland y el centro de la región vinícola Saale-Unstrut.

## Historia

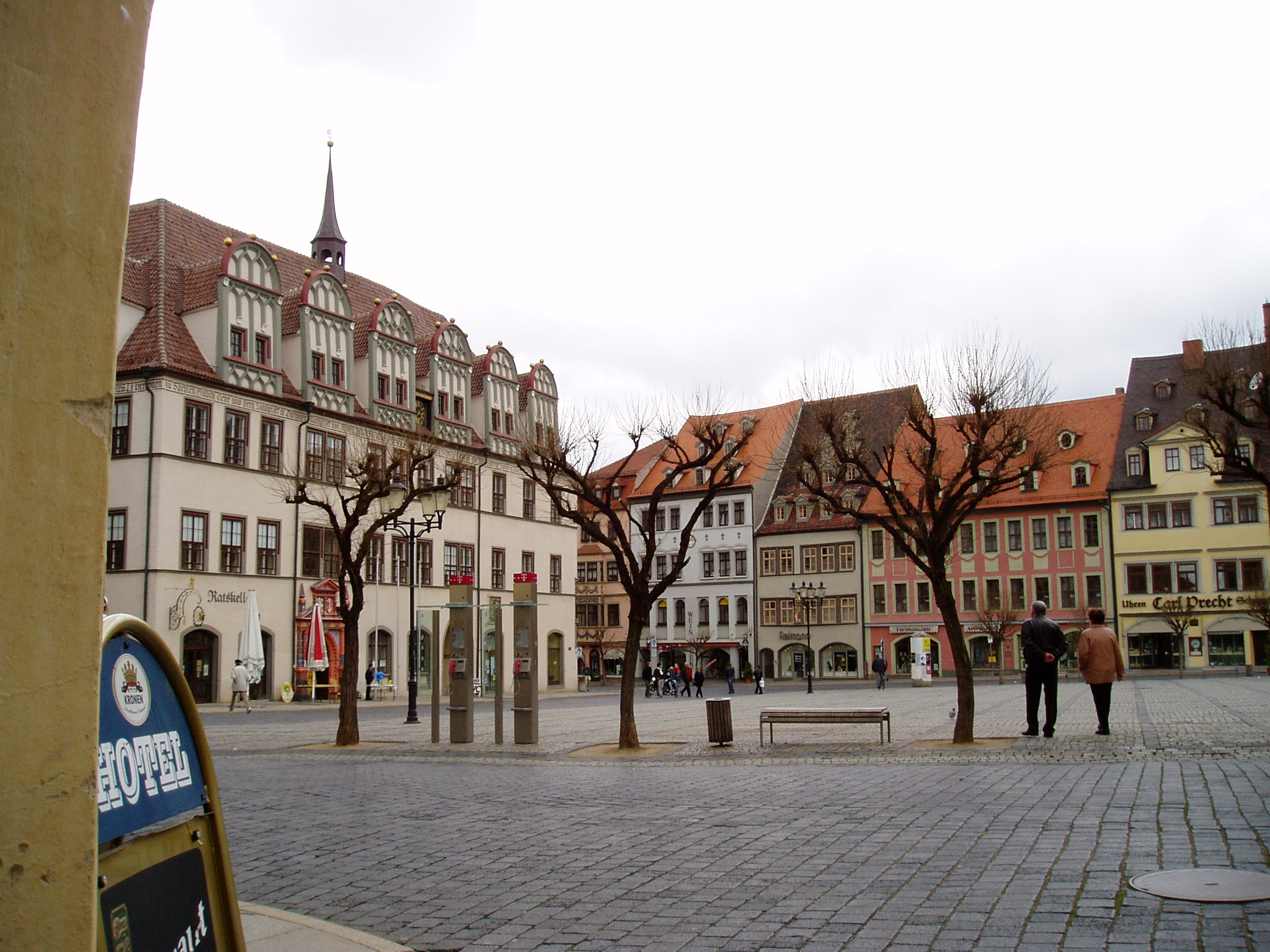
Plaza del mercado

En 1990 se reconstituye el estado federado de Sajonia-Anhalt, en ocasión de la reunificación alemana.
Naumburgo, al igual que la mayor parte de la antigua República Democrática Alemana, ha vivido una dispar progresión económica y la situación ha mejorado globalmente. Sin embargo, ostenta uno de los niveles de riqueza más bajos del país a pesar de las constantes subvenciones del Gobierno federal y de la Unión Europea (UE).

## Geografía
Naumburgo está situada al sur del estado federado de Sajonia-Anhalt, junto a la desembocadura del Unstrut en el Saale, cerca de la frontera con Turingia.

### Comunidades
- Altenburgo a. d. Saale (Almrich)
- Beuditz
- Boblas
- Eulau
- Flemmingen
- Grochlitz
- Großjena
- Großwilsdorf
- Kleinjena
- Meyhen
- Neidschütz
- Neuflemmingen
- Roßbach
- Schellsitz
- Wettaburgo